# Са, Франсиско Педро Мануэль
Франси́ско Са (исп. Francisco Pedro Manuel Sá, полностью Франси́ско Пе́дро Мануэ́ль Са; род. 25 октября 1945, в Эль-Параисо, департамент Лас-Ломитас, провинция Формоса) — аргентинский футболист, выступавший на позиции защитника и полузащитника. Участник чемпионата мира 1974 года в составе сборной Аргентины. Рекордсмен по количеству завоёванных титулов Кубка Либертадорес за всю историю турнира — четырежды он выигрывал трофей в составе «Индепендьенте» (1972—1975) и дважды — в составе «Боки Хуниорс» (1977—1978).

## Биография
Франсиско Са вырос в небольшой деревне в Корриентесе и в детстве не думал о профессиональной карьере футболиста:

Я не могу сказать, что, став чемпионом Америки, у меня реализовалась какая детская мечта, потому что в действительности я даже и не мечтал об этом. Я никогда не думал, что буду футболистом. Мы жили в деревне, в провинции Корриентес, и футбол казался такой далёкой вещью, которая есть только где-то в районе Буэнос-Айреса. Единственное, откуда я мог узнавать информацию о нём, было радио… Я играл в моей деревне, в команде «Сентраль Гойя», а потом отправился в Корриентес изучать право. Там я познакомился с доктором Ромеро Ферисом, который и взял меня в клуб «Уракан» (Корриентес).

Са дебютировал на уровне чемпионата Аргентины в «Уракане» из Корриентеса в низшей лиге чемпионата Аргентины в 1968 году. В 1969 году Са приметил бывший игрок легендарной «Ла Макины» Хосе Рамос и по его рекомендации молодого футболиста приобрёл именитый столичный клуб. В «Ривер Плейте» он не смог закрепиться, во многом из-за смены тренера — Анхель Лабруна дал несколько шансов проявить себя Са, но с приходом Диди из команды было отчислено 17 футболистов и у Франсиско не было возможности заявить о себе.
В 1971 году Са перешёл в «Индепендьенте». На эту мысль его натолкнул Роберто «Пипо» Феррейро, легенда «Индепендьенте» 1960-х годов, который доигрывал в «Ривер Плейте» и принявший решение после методов работы Диди вовсе завершить карьеру. Пипо предложил Са пойти к президенту «Инде» и предложить свои услуги этому клубу. Здесь Са смог в полной мере реализовать свой талант — настырную и напористую игру в обороне, с периодическими подключениями в атаку. Са не обладал изощрённой техникой, однако свои недостатки он смог обратить в плюсы, поскольку его игру сложно было предугадать сопернику. В «Индепендьенте» в начале 1970-х годов сложилась мощнейшая команда, которая за период с 1972 по 1975 год сумела установить рекорд по числу завоёванных подряд Кубков Либертадорес. Панчо Са был неотъемлемой частью всех победных кампаний «Королей кубков». Кроме этого, Са также стал чемпионом Аргентины (Метрополитано) 1971 года, выиграл два Межамериканских кубка и Межконтинентальный кубок 1973 года.
В 1974 году Са был включён в заявку сборной Аргентины на чемпионат мира, прошедший в ФРГ. На первой групповой стадии Са был частью оборонительной линии, включавшей также Роберто Перфумо (капитан команды), Энрике Вольффа и Рамона Эредию. И хотя аргентинцы пропускали в каждом матче, они всё же сумели пройти во второй этап. В первом же матче второго этапа аргентинцы разгромно проиграли будущим вице-чемпионам мира голландцам — 0:4. Са провёл до этого все встречи без замен. Во втором матче против Бразилии Вольфф и Перфумо были посажены на лавку, а Са был заменён в самом начале второго тайма и через несколько минут Бразилия забила победный гол. В последней игре против Италии Владислао Кап вновь перетасовал оборонительную линию, но и это не помогло победить — ничья 0:0 и последнее место в группе.
В 1976 году Хуан Карлос Лоренсо пригласил Панчо к себе в «Боку Хуниорс», поскольку тому требовался опытный игрок, способный сыграть как в обороне, так и полузащите. Са, который намеревался отправиться в колумбийский «Индепендьенте» Санта-Фе, принял предложение. В «Боке» Са выиграл ещё два Кубка Либертадорес, Межконтинентальный кубок 1977 года, а также два чемпионата Аргентины. После успеха в чемпионате Насьональ в 1981 году в команде началось обновление состава и Са решил дать дорогу молодым. Он поиграл ещё один сезон в клубе «Химнасия и Эсгрима» из Ла-Платы и завершил карьеру в 1982 году.
По окончании карьеры футболиста работал тренером молодёжных составов «Индепендьенте», недолго тренировал «Архентинос Хуниорс» и «Боку Хуниорс» (4 и 2 матча соответственно), работал с гондурасской «Олимпией», боливийским «Ориенте Петролеро». В 2010 году несколько матчей провёл в качестве одного из двух (с Рикардо Павони) сотренеров «Индепендьенте», пока на эту должность не был назначен Антонио Мохамед.

## Достижения
- Чемпион Аргентины (4): 1971 (Метрополитано), 1976 (Метрополитано), 1977 (Насьональ), 1981 (М)
- Обладатель Кубка Либертадорес (6): 1972, 1973, 1974, 1975, 1977, 1978 (рекордсмен турнира)
- Межконтинентальный Кубок (2): 1973, 1977
- Межамериканский кубок (2): 1973, 1974